# Млинець-Перший
Млинець-Перший (пол. Młyniec Pierwszy) — село в Польщі, у гміні Любич Торунського повіту Куявсько-Поморського воєводства.
Населення — 597 осіб (2011).
У 1975-1998 роках село належало до Торунського воєводства.

## Демографія
Демографічна структура станом на 31 березня 2011 року:
|          | Загалом | Допрацездатний вік | Працездатний вік | Постпрацездатний вік |
| -------- | ------- | ------------------ | ---------------- | -------------------- |
| Чоловіки | 310     | 75                 | 218              | 17                   |
| Жінки    | 287     | 58                 | 187              | 42                   |
| Разом    | 597     | 133                | 405              | 59                   |